# Педру VII (правитель Конго)
Педру VII Мвемба Вузи Нзинга (1880, Мбанза Конго — 1910, там же) — авенеконго (титулярный король) королевства Конго в 1901—1910 годах. Педру был наследником своего дяди по материнской линии, короля Альваро XIV.
Педру VII взошёл на престол после смерти регента Энрике IV 23 апреля 1901 года. 8 мая состоялась его коронация. Король правил девять лет. Умер 24 июня 1910 года. Ему наследовал его сын Нкомба, но он умер через год после отца. 